# 安東尼奧·努涅斯
安東尼奧·紐尼斯·天拿（Antonio Núñez Tena，1979年1月15日—）是一名西班牙足球運動員，擔任右中場。現時效力西班牙球隊皇家梅西亞。
2004年夏天，紐尼斯作為皇家馬德里向利物浦購買奧雲的交易一部分轉投該英格蘭球隊，穿上18號球衣。他在英超的發展並不成功，一季後回到國內，加盟切爾達。 

## 外部連結
- 足球数据库：紐尼斯的球员统计数据